# Route nationale 19 (Tunisie)
Pour les autres articles nationaux ou selon les autres juridictions, voir Route nationale 19.
La route nationale 19 ou RN19 est un axe routier de Tunisie qui relie Médenine à Borj el-Khadra puis à la frontière tuniso-algérienne à l'extrême sud.

## Villes traversées
- Médenine
- Bir Lahmar
- Tataouine
- Remada
- Borj el-Khadra